# Kameničany
Kameničany je naseljeno mjesto u okrugu Ilava u  Trenčínskom kraju u Slovačkoj.

## Stanovništvo
| Godina:     | 1993. | 2003.   | 2013.    | 2023.   |
| ----------- | ----- | ------- | -------- | ------- |
| Broj ljudi: | 441   | 456     | 541      | 551     |
| Razlika:    |       | +3,40 % | +18,64 % | +1,84 % |

| Godina:     | 2022. | 2023. |
| ----------- | ----- | ----- |
| Broj ljudi: | 551   | 551   |
| Razlika:    |       | +0 %  |

Prema podacima o broju stanovnika iz 2023. godine naselje je imalo 551 stanovnika.

## Vanjske poveznice
|  | Zajednički poslužitelj ima još gradiva o temi Kameničany |

- Službena stranica naselja (sl.)